# Оливер, Баррет
Ба́ррет О́ливер (англ. Barret Oliver; род. 24 августа 1973, Лос-Анджелес, Калифорния) — американский фотограф и бывший ребёнок-актёр.

## Биография
Баррет Оливер родился 24 августа 1973 года в Лос-Анджелесе. Мать — Кэти, отец — Кент, старший брат — Кайл.
Оливер начал сниматься в кино в возрасте восьми лет, так как чуть ранее себя на этом поприще попробовал брат Кайл. Продюсером мальчиков выступила их мать. Карьера Кайла не имела развития: он получил лишь три маленькие теле-роли в 1978 и 1982 годах, а вот Баррета ждал больший успех. Его первой ролью стало участие в одном эпизоде сериала «Невероятный Халк», но наиболее зрителям он запомнился исполнением главной роли в ленте «Бесконечная история». Оливер продолжил сниматься до шестнадцатилетнего возраста, а затем оставил кинематограф, вступив в Церковь саентологии. В возрасте девятнадцати лет женился на своей подруге по вере, как это принято в Sea Org, но позднее развёлся с ней.
Сейчас Оливер работает фотографом, специализируясь на фото XIX века, изучая коллодионные процессы и вудберитипию: его работы пользуются успехом, выставляются в музеях и на выставках, используются в кино. В 2007 году Оливер опубликовал свою книгу A History of the Woodburytype.

## Награды и номинации
- 1983 — Премия «Молодой актёр» в категории «Лучший молодой актёр в телесериале» за роль в сериале The Circle Family — номинация[3].
- 1985 — Премия «Молодой актёр» в двух категориях за роли в сериале «Путь на небеса»[англ.] и фильме «Бесконечная история» — обе номинации[4].
- 1986 — Премия «Молодой актёр» в категории «Лучший молодой актёр (главная роль) в полнометражном фильме» за роль в фильме «Дэрил»[англ.] — номинация[5].
- 1986 — Премия «Сатурн» в категории «Лучший молодой актёр» за роль в фильме «Дэрил» — победа[6].

## Фильмография
- 1981 — Невероятный Халк[англ.] / The Incredible Hulk — Джимми (эпизод 5.03)
- 1982 — Семья Сёркл / The Circle Family — КьюПи Сёркл
- 1982 — Рыцарь дорог / Knight Rider — Бадди (эпизоды 1.01-1.02)
- 1982 — Джекилл и Хайд… Снова вместе[англ.] / Jekyll and Hyde… Together Again — ребёнок в супермаркете
- 1982 — Поцелуй меня на прощание[англ.] / Kiss Me Goodbye — маленький мальчик
- 1983 — Редкая отвага / Uncommon Valor — ребёнок
- 1983 — С любовью, Сидни / Love, Sidney — (эпизод 2.22)
- 1984 — Лотерея! / Lottery! — Ритчи Линдерман (эпизод 1.13)
- 1984 — Бесконечная история / The NeverEnding Story — Бастиан Букс[7]
- 1984 — Приглашение в ад / Invitation to Hell — Робби Уинслоу
- 1984 — Путь на небеса[англ.] / Highway to Heaven — Артур Нили (эпизод 1.03)
- 1984 — В поисках потерянной любви / Finder of Lost Loves — Мэттью Пауэлл (эпизод 1.09)
- 1984 — Франкенвини / Frankenweenie — Виктор Франкенштейн
- 1985 — Дэрил[англ.] / D.A.R.Y.L. — Дэрил
- 1985 — Кокон / Cocoon — Дэвид
- 1985 — Рассказы и легенды долины / Tall Tales & Legends — Хендрик (эпизод 1.01)
- 1986 — Собачий секрет / Spot Marks the X — Кен Миллер
- 1986 — Сумеречная зона / The Twilight Zone — Джорджи (эпизод 1.18, сегмент «Бабуля»)
- 1987 — Таинственный сад / The Secret Garden — Дикон Соуэрби
- 1988 — Хуперман / Hooperman — Энтони (эпизод 1.18)
- 1988 — Кокон: Возвращение / Cocoon: The Return — Дэвид
- 1989 — Сцены классовой борьбы в Беверли-Хиллз[англ.] / Scenes from the Class Struggle in Beverly Hills — Вилли Саравиан